# Només un déu pot salvar-nos
"Només un déu pot salvar-nos" ( alemany: Nur noch ein Gott kann uns retten) fa referència a una entrevista concedida per Martin Heidegger a Rudolf Augstein i Georg Wolff per a la revista Der Spiegel el 23 de setembre de 1966. Heidegger va acceptar discutir el seu passat polític, però va demanar que la publicació es retrasés fins després de la seva mort. L'entrevista va anar més enllà de les preguntes personals per abordar les connexions generals entre filosofia, política i cultura (tal com indica la cita del títol). Es va publicar el 31 de maig de 1976, cinc dies després de la mort de Heidegger.

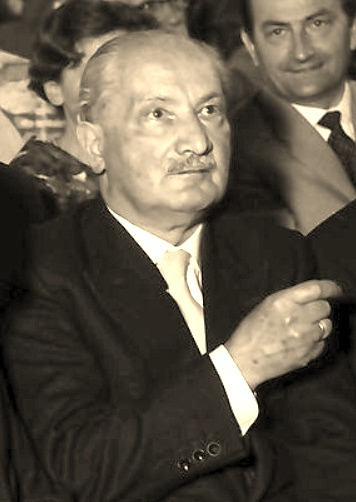
Martin Heidegger, 1960

El títol surt d'un fragment de l'entrevista en què Heidegger parla de la impotència de la filosofia davant la crisi actual de la civilització: "Només un déu pot salvar-nos. L'única possibilitat que tenim a l'abast és que tot pensant i poetitzant ens preparem per l'aparició d'un déu o per l'absència d'un déu en [la nostra] decadència, en la mesura que en davant d'un déu absent estem en un estat de decadència". Segons el professor Ignasi Boada, "quan Heidegger diu […] que només un Déu podria salvar-nos continua segurament en la línia d'una esperança de tipus numinós. Parlem d'una raó filosòfica que estructura els moviments polítics de Heidegger, però hauríem d'afegir que molt probablement també hi ha categories teològiques de fons que no són alienes a la seva manera de reaccionar davant els fets determinants del segle, que explicarien el darrer ressort de la seva percepció de la revolució del 1933 i la continuïtat del seu treball abans i després d'aquesta data".
En l'entrevista, Heidegger va defensar de dues maneres la seva vinculació amb el nacionalsocialisme: en primer lloc, argumentava que no hi havia alternativa, i que amb la seva acceptació del càrrec de rector de la Universitat de Friburg intentava salvar la universitat (i la ciència en general) de polititzar-se i, per tant, va haver de comprometre's amb l'administració nazi. En segon lloc, va admetre que va veure un "despertar" (Aufbruch) que podria haver ajudat a trobar un "nou enfocament nacional i social", però va assegurar que va canviar d'opinió sobre això el 1934, quan es va negar, sota amenaça d'acomiadament, a retirar del càrrec de degà de la facultat aquells que no eren acceptables per al partit nazi, i en conseqüència va decidir dimitir com a rector.
El relat de Löwith sobre una trobada dels filòsofs a Roma l'any 1936, segons el qual Heidegger havia mostrat una insígnia de les SS durant una conferència, s'ha citat per contradir el relat donat a l'entrevista de Der Spiegel de dues maneres: que no va fer cap ruptura decisiva amb el nacionalsocialisme l'any 1934, i que Heidegger estava disposat a mantenir relacions més profundes entre la seva filosofia i la seva implicació política. D'altra banda, els entrevistadors de Der Spiegel no van plantejar la cita de Heidegger escrita el 1949 on comparava la industrialització de l'agricultura amb els camps d'extermini perquè en el moment de l'entrevista, els entrevistadors no estaven en possessió de gran part de les proves conegudes ara que mostren les simpaties nazis de Heidegger.
En la seva entrevista, Heidegger va defensar com a ambigua la seva famosa conferència de 1935 en la que parlava de "la veritat interior i la grandesa d'aquest moviment". Va afirmar que els informants nazis que van observar les seves conferències entendrien que per "moviment" es referia al nacionalsocialisme. D'altra banda, els seus estudiants sabrien que aquesta afirmació no era una apologia per al NSDAP, sinó que més aviat volia dir, tal com ho tenia expressat entre uns parèntesis que no va llegir en veu alta (i va incloure a la seva Introducció a la metafísica el 1953), "la confrontació de la tecnologia planetària i la moderna humanitat".